# Urotheca
Genre
Urotheca est un genre de serpents de la famille des Dipsadidae.

## Répartition
Les 8 espèces de ce genre se rencontrent en Amérique centrale et dans le nord de l'Amérique du Sud.

## Liste des espèces
Selon The Reptile Database (28 août 2013) :
- Urotheca decipiens (Günther, 1893)
- Urotheca dumerilli (Bibron, 1840)
- Urotheca fulviceps (Cope, 1886)
- Urotheca guentheri (Dunn, 1938)
- Urotheca lateristriga (Berthold, 1859)
- Urotheca multilineata (Peters, 1863)
- Urotheca myersi Savage & Lahanas, 1989
- Urotheca pachyura (Cope, 1875)

## Publication originale
- Bibron, 1843 in Cocteau & Bibron, 1843 : Reptiles, p. 1-143 in Sagra, 1843 : Historia Física, Politica y Natural de la Isla de Cuba. Arthus Bertrand, Paris, vol. 4 (texte intégral).